# Minhota
La minhota ou galega est une race bovine portugaise. C'est une race de trait autochtone reconvertie en race bouchère.

## Origine
Elle appartient au rameau blond et tire son nom de la sous-région de Minho-Lima. Elle est une proche parente de la rubia Gallega espagnole dont elle tire son deuxième nom. Bernardo Lima en 1873 a décrit trois populations locales proches : Viannezes ou Vermelhos, Marellos et Braguezes. La première a absorbé les autres, formant le noyau de la future minhota. Les termes vermelha et merella sont encore parfois utilisés. Le nom a été successivement minhota galega puis galega. Depuis 2003, le nom est devenu minhota pour éviter la confusion avec la race espagnole rubia gallega. Au milieu du XIXe siècle, elle représentait 65 % de la population bovine du minho avec 65 000 têtes. En 1940, le nombre était descendu à 9 500 têtes. Bon gré mal gré, la race s'est maintenue et un registre généalogique (herd-book) a été ouvert en 1997. Entre 2004 et 2010, l'effectif était stable autour de 6 100-6 600 animaux avant une augmentation pour atteindre 18 000 têtes de bétail.
Elle fait partie des races à l'origine des races ramo grande exportées aux Açores et la Caracu au Brésil peu après leur découverte.

## Morphologie
Elle porte une robe froment clair à fauve. Les muqueuses sont claires et les cornes courtes en croissant vers l'avant. 
Elle est de taille moyenne : 130 cm pour 550 kg chez la vache et 140 cm pour 850 kg chez le taureau. Elle a une silhouette musclée mais élégante.

## Aptitudes
Sa capacité laitière a été utilisée dans une région où sa rusticité en faisait une concurrente au développement de la holstein. C'est la seule race portugaise réellement mixte, même si d'autre races ont été traites. Selon les conditions d'élevage, la production laitière oscille entre 3 500 kg et 5 500 kg de lait. 
Quelques éleveurs utilisent encore sa force de travail, mais sa musculature est plutôt valorisée dans la production de viande. Les veaux ont une très bonne capacité de croissance grâce au lait riche et abondant de leur mère. Les génisses passent de 46 kg à 
297 kg en neuf mois, les taurillons  de 48 kg à 364 kg. La viande pâle des animaux élevés sous la mère est de grande qualité. Agrominhota est une association créée pour valoriser les produits issus de la race minhota : lait et produits laitiers et viande. Cet organisme gère la production, la commercialisation et la promotion, mais aussi étudie les améliorations possibles pour améliorer la qualité de la viande. Une demande en appellation d'origine protégée est en cours d'examen. La marque carne minhota a été créée pour la viande d'animaux inscrits au herd-book de la race minhota, élevé selon le cahier des charges dans une région délimitée du Minho. Ces critères ont permis de sélectionner une viande juteuse et tendre.

## Sources